# Pardosa soccata
Pardosa soccata är en spindelart som beskrevs av Yu och Song 1988. Pardosa soccata ingår i släktet Pardosa och familjen vargspindlar. Inga underarter finns listade i Catalogue of Life.